# Fürstenfeldbruck
Fürstenfeldbruck er administrationsby i Landkreis Fürstenfeldbruck der ligger i den vestlige del af Regierungsbezirk Oberbayern i den tyske delstat Bayern. Siden 1930'erne har Fürstenfeldbruck været hjemsted for en militær flyvebase
Navnet Fürstenfeldbruck består af to dele: 'Bruck', der er den bayerske dialekts variant af bro, (henviser til broen over floden Amper) og navnet på stedets berømte kloster Fürstenfeld Kloster.

## Geografi
Fürstenfeldbruck dækker et areal på 32.53 km². Den ligger midt mellem München og Augsburg, langs med floden Amper.

### Nabokommuner
Fürstenfeldbruck ligger midt i Landkreis Fürstenfeldbruck. Den er omgivet af følgende kommuner:Maisach (mod nord), Emmering (mod øst), Alling und Schöngeising (mod syd) og Landsberied og Mammendorf (mod vest).

### Inddeling
Til Fürstenfeldbruck hører landsbyerne Aich, Bruck, Buchenau, Fürstenfeld, Gelbenholzen, Hasenheide, Kreuth, Lindach, Neu-Lindach, Pfaffing, Puch, Rothschwaig og Weiherhaus.

## Seværdigheder
- Cistercienserklosteret Fürstenfeld Kloster, grundlagt i 1266 af hertug Ludwig den Strenge (født 13. April 1229 i Heidelberg – 2. Februar 1294 i Heidelberg) af Wittelsbach-slægten.
- St. Magdalenekirken fra det 17. århundrede
- Pilgrimskirken St. Leonhard.
- Aumühle, fra det 14. århundrede, som nu er kommunebibliotek.

## Fürstenfeldbruck flyvebase
Fürstenfeldbruck har siden 1936 været hjemsted for den militær flyvebase, Flugplatz Fürstenfeldbruck. Den blev brugt af Luftwaffe før og under 2. verdenskrig. Den blev efter krigen overtaget af United States Air Force men blev i 1957 igen overdraget til den tyske regering, som base for det moderne tyske luftvåben.
Basen er kendt (og kritiseret) i forbindelse med München-massakren under Sommer-OL 1972. Ni israelske gidsler og otte gidseltagere fra Sorte September blev fløjet med helikopter fra den Olympiske Landsby til basen, hvorfra de regnede med at blive fløjet til en venligt sindet arabisk land. Efter et forkludret baghold og redningsforsøg fra bayerske grænsetropper og politi fra München, begyndte terroristerne at skyde deres gidsler og sprængte en helikopter med fire af dem i luften. Fem af terroristerne og en fra politiet blev ligeledes dræbt i ildkampen.